# Vivian Blaineová
Vivian Blaineová (nepřechýleně Vivian Blaine, rodným jménem Vivian Stapleton; 21. listopadu 1921 Newark – 9. prosince 1995 Manhattan) byla americká divadelní i filmová herečka a zpěvačka.

## Životopis

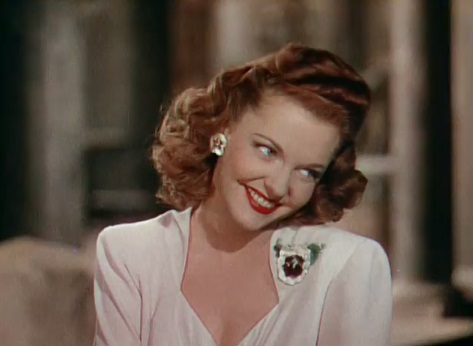
Vivian Blaineová ve filmu Something for the Boys (1944)

Narodila se 21. listopadu ve městě Newark v New Jersey pojišťovacímu agentovi Lionelu P. Stapletonovi a Wilhemině Stapletonové (rodným jménem Tepleyová). Po absolvování na střední škole South Side High School začala koncertovat s tanečními kapelami a poté se dala na divadelní herectví na Broadwayi.
V roce 1942 však podepsala smlouvu se studiem 20th century Fox a přestěhovala se do Hollywoodu. Do roku 1946 natočila 12 filmů (např. Zmatkáři (1943) či State Fair (1945)) a poté se opět vrátila na Broadway. Svou nejznámější roli měla v muzikálu Guys and Dolls (~ Kluci a panenky), kde hrála slečnu Adelaide.
V roce 1945 se také provdala za svého agenta Mannyho Frankse, který byl o 20 let starší než ona. Po jedenácti letech se však rozvedli a v roce 1959 se provdala ze prezidenta Universal Studios a Decca Records Miltona Rackmila. Ještě v roce 1961 spolu nahráli několik hudebních alb, ale po dvou letech manželství se také rozvedli a na dalších 12 let byla svobodná.
V roce 1971 začala pracovat pro televizi a hostovala v několika pořadech. Za dva roky se vdala potřetí, tentokrát za Stuarta Clarka.
Vivian Blaineová zemřela na selhání srdce 9. prosince 1995.

## Filmografie
Nejznámější filmy:
- 1942 Thru Different Eyes (režie Thomas Z. Loring)
- 1943 Zmatkáři (režie Malcom St. Clair)
- 1944 Something for the Boys (režie Lewis Seiler)
- 1944 Greenwich Village (režie Walter Lang)
- 1945 State Fair (režie Walter Lang)
- 1945 Nob Hill (režie Henry Hathaway)
- 1945 Doll Face (režie Lewis Seiler)
- 1946 Three Little Girls in Blue (režie John Brahm, H. Bruce Humberstone)
- 1946 If I'm Lucky (režie Lewis Seiler)
- 1952 Skirts Ahoy! (režie Sidney Lanfield)
- 1955 Frajeři a saze (režie Joseph L. Mankiewicz)
- 1955 Dream Girl (režie George Schaefer)
- 1957 Public Pigeon No. One (režie Narman Z. McLeod)
- 1982 Parazit (režie Charles Band)
- 1983 I'm Going to Be Famous (režie Paul Leder)

Nejznámější seriály:
- 1956 The NBC Comedy Hour (režie Herbert Kenwith, Robert L. Welch, Ernest D. Glucksman)
- 1956 General Electric Summer Originals (režie Justus Addiss)
- 1957 Club Oasis (režie Si Rose)
- 1977 The Love Boat (režie 20 různých)
- 1983 Amanda's (režie 4 různí)
- 1985 To je vražda, napsala (1. série, 12. epizoda), (režie 28 různých)